# ホンダ・バモスホビオ
バモス ホビオ（VAMOS HOBIO）は、本田技研工業が生産・発売していたワンボックス型の軽自動車である。

## 概要
バモスに比べて全高を105 mm高くすることにより、縦方向に空間が拡大している。遊び車としての使用を見込んでいるため床、壁に4種類のナット、フックを装備し、また、シートなどには撥水加工を施されている。フロントグリルとバンパーはホビオ専用デザインになっている。リアのテールランプも縦型のバモスと異なり、アクティバンとほぼ同様のバンパー内蔵型としてリアゲート開口部を拡大している。テールランプはアクティバン同様に初代トゥデイ（1988年2月発売型）から流用されている。

## 初代 HM3/4/HJ1/2型（2003年4月-2018年5月）
- 2003年4月24日 - バモスの派生車種として発表（発売は翌4月25日）。

グレード体系は「M」・「L」・「ターボ」、そして、商用車登録の「Pro」の4種。なお、「ターボ」にはマニュアルトランスミッション（MT）車の設定がない。
同時に「L」と「ターボ」をベースに、ワイパブルドアライニング&ワイパブルマット、フロアカーペット、リアヒーター、お散歩用トートバッグなどを装備した愛犬と愛犬家のための仕様「トラベルドッグバージョン」が発表された。同年5月9日から同年10月31日オーダー受付分までの期間限定販売だった。
- 2005年12月9日 - マイナーチェンジ（発売は12月26日）。ボディカラーを3色追加し、全10色とすると共に、左側ドアミラーにフロントドア下部の死角を減らすサイドアンダーミラーが追加された。「ターボ」にはメンテナンス性向上のため、オイル交換インジゲーターを新設した。
- 2007年2月1日 - マイナーチェンジ（発売は翌2月2日）。

新たに撥水+消臭機能付シート表皮&撥水ドアライニングが装備された。ボディカラーを見直し、全8色に変更した。また、「Pro」を除く全グレードでマイクロアンテナも装備し、オーディオレス化した。
- 2010年8月26日 - マイナーチェンジ。

全グレードに運転席用カップホルダー（固定式）を装備すると共に、「Pro」を除く全グレードにメタリックな金属調の文字盤とブルーリング照明付のメーターが採用された。「Pro」にはAM/FMチューナー付CDプレーヤーを標準装備した。なお、今回のマイナーチェンジに伴い、「ターボ」を廃止した。
- 2012年6月14日 - 一部改良（発売は翌6月15日）。

乗用グレードにおいてグレード体系の再編を行い、ハーフシェイド・フロントウィンドウやユーティリティフックなどを標準装備しながら購入しやすい価格設定とした「G」のみに集約。商用グレードの「Pro」には水や汚れを簡単にふき取れるワイパブルマット（カーゴルームフロア/リアシート背面）を標準装備した。ボディカラーはバモスと共通のカラーバリエーションとし、新色3色を含む8色を設定した。ヘッドレストが大型化され、この頃からスライドドアガラスが全開不能となった。
- 2015年3月19日 - バモスと共に一部改良が行われた[1]。

JC08モード燃費を向上し、「Pro」は平成27年度燃費基準を達成。このほか、ボディカラーは新色の「プレミアムスターホワイト・パール（「G」専用色、オプションカラー）」を加えて6色に整理し、EBD付ABSを標準装備。さらに、「Pro」に標準装備されているワイパブルマットを「G」にも標準装備した。
- 2018年
  - 4月末 - バモス/バモスホビオ公式サイトに、実質後継となるN-VANのティザーサイトへのリンクが設けられた。
  - 5月21日 - バモスとともにホームページへの掲載を終了。
  - 5月末 - 軽自動車規格の衝突安全基準強化のため生産終了。在庫対応分のみの販売となる[2]。
  - 7月12日 - 後継車種となるN-VANが公式発表された[注釈 1]。+STYLEの「FUN」が「Pro」の実質的な後継グレードとなる。